# لاندرد
لاندرد (به هلندی: Landerd) یک شهرستان در هلند است که در برابانت شمالی واقع شده‌است. لاندرد ۲۰ متر بالاتر از سطح دریا واقع شده‌است.